# 1978年欧洲超级杯
1978年欧洲超级杯由1977–78年歐洲盃賽冠軍盃得主安德莱赫特对阵1977–78年欧洲冠军杯冠军利物浦，最终安德莱赫特以总比分4-3夺冠。